# Urszula Łoś
Urszula Łoś (* 18. Februar 1994 in Warschau) ist eine polnische Bahnradsportlerin, die auf Kurzzeitdisziplinen spezialisiert ist.

## Sportliche Laufbahn
Ab Beginn der 2010er Jahre entwickelt sich Urszula Łoś zu einer der dominierenden Bahnradsportlerin Polens. 2011 holte sie ihren ersten internationalen Erfolg, als sie mit Dominika Barkowska bei der Junioren-Europameisterschaft Bronze im Teamsprint holte. Bei dem im selben Jahr stattfindenden Europameisterschaften der Elite belegte sie mit Katarzyna Kirschenstein Platz sieben. 2018 wurde sie bei den Europameisterschaften Fünfte im Zeitfahren. Bis 2018 errang sie mindestens neun nationale Titel.
2018 hatte Łoś ihren bis dahin größten Erfolg, als sie beim Lauf des Bahnrad-Weltcups in London die Bronzemedaille im Keirin erlangte. 2021 startete sie bei den Olympischen Spielen in Tokio in drei Disziplinen: Im Teamsprint belegte sie mit Marlena Karwacka Rang sieben im Teamsprint, im Keirin den gemeinsamen Rang 19 und im Sprint Rang 25.

## Erfolge
2011
- Junioren-Europameisterschaft – Teamsprint (mit Dominika Barkowska)

2013
- Polnische Meisterin – Sprint, 500-Meter-Zeitfahren, Teamsprint (mit Natalia Rutkowska)

2015
- Polnische Meisterin – Sprint, 500-Meter-Zeitfahren, Teamsprint (mit Aleksandra Tolomanow)

2016
- Polnische Meisterin – 500-Meter-Zeitfahren

2018
- Polnische Meisterin – 500-Meter-Zeitfahren, Sprint, Keirin

2019
- Polnische Meisterin – Sprint, Keirin
- Weltcup in Brisbane – Teamsprint (mit Marlena Karwacka)

2021
- Polnische Meisterin – Sprint, 500-Meter-Zeitfahren

2022
- Polnische Meisterin – Sprint

2023
- Polnische Meisterin – Teamsprint (mit Natalia Walecka und Nikola Jankowska)